# 25608 Hincapie
25608 Hincapie (tên chỉ định: 2000 AY10) là một tiểu hành tinh vành đai chính. Nó được phát hiện bởi dự án Nghiên cứu tiểu hành tinh gần Trái Đất Lincoln ở Socorro, New Mexico, ngày 3 tháng 1 năm 2000. Nó được đặt theo tên Melisa Hincapie, a Colombian high school student whose energy và transportation project won second place ở the 2009 Giải thưởng Khoa học và Kỹ thuật Intel.